# Fabrizio Branciforte
Fabrizio Branciforte Barresi, principe di Butera (1551 – Palermo, gennaio 1624), è stato un nobile e politico italiano del XVI e XVII secolo.

## Biografia
Nacque nel 1551 da Giovanni, IV conte di Mazzarino, e dalla di lui consorte la nobildonna Dorotea Barresi Santapau, principessa di Pietraperzia, di cui fu l'unico figlio. A causa della prematura scomparsa del padre, succedette a questi nel titolo di Conte di Mazzarino e degli altri beni e feudi, per i quali prese investitura il 21 aprile 1556, e ne fu reinvestito il 16 novembre 1557 per il passaggio della Corona.
Il 29 aprile 1570 sposò la nobildonna Caterina Barresi Branciforte (1552 - 14 ottobre 1604), sorella del defunto Vincenzo, marchese di Militello e secondo marito della madre Dorotea, ed attraverso questa unione i Branciforte acquisirono così il possesso del Marchesato di Militello. Nel 1580, il prozio materno Francesco Santapau Branciforte, principe di Butera, che dalla consorte Imara Benavides Carafa dei marchesi di Zajalquinto non ebbe figli, lo designò per testamento erede del Principato di Butera e del feudo di Occhiolà, di cui ebbe investitura l'8 dicembre 1591, come pure del Principato di Pietraperzia, ereditato dalla madre deceduta in quello stesso anno.
Il Branciforte, amministrò l'immenso patrimonio feudale accumulato, fino al 1598: il Re di Spagna ordinò che tutti i suoi beni passassero sotto amministrazione controllata a causa di sperpero di denaro. Don Fabrizio, il cui reddito era il terzo della Sicilia dopo quello dei Moncada e degli Enriquez, fu un pessimo amministratore di tutta l'immensa ricchezza, che l'abilità di sua madre Dorotea gli seppe costituire. Contrasse consistenti debiti con la Qàbala di Palermo sin dalla sua giovinezza, che diventarono sempre più pesanti e talmente insostenibili da fargli sfuggire dalle mani la situazione. L'amministrazione dei beni di famiglia passò al figlio primogenito Francesco, con cui ebbe numerosi dissidi e che lo fece interdire.
In qualità di Principe di Butera, fu deputato del Regno di Sicilia negli anni 1594, 1603, 1606, 1609, 1615 e 1618. Il 30 settembre 1612, ebbe conferito dal re Filippo III di Spagna la dignità di Grande di Spagna di prima classe, confermata nel 1625.
Riabilitato dall'interdizione nel 1621, morì a Palermo nel gennaio del 1624.

### Matrimoni e discendenza
Dal matrimonio tra il principe Fabrizio Branciforte Barresi e la marchesa Caterina Barresi Branciforte, nacquero nove figli:
- Francesco (17 marzo 1575 - 23 febbraio 1622);
- Giovanni (? - dicembre 1622), fu nominato dal padre erede, in opposizione al fratello, ma morì prematuramente; sposò Giovanna Flavia Branciforte Lanza (? - testò il 27 febbraio 1629; moglie in seconde nozze nel 1628 di Francesco III Ventimiglia, principe di Castelbuono[12]) e ne ebbe cinque figli[13]:
  - Gabriele (? - dopo il 1627[12]), sordomuto e quindi escluso dalla successione;
  - Fabrizio, sordomuto e quindi escluso dalla successione;
  - Caterina (? - testò il 15 luglio 1667[14]), sposò nel gennaio 1628[12] il cugino don Giuseppe Branciforte Lanza;
  - Agata (1614 - 1659), sposò nel 1640 don Fabrizio III Carafa, principe di Roccella e marchese di Castelvetere (1609 - 1671);
  - Giuseppe (1619 - 1675), succedette alla cugina Margherita come principe di Butera
- Vincenzo (20 novembre 1584 - 2 dicembre 1620[15]), abate di S.Maria sotto i tre titoli (ternu titulo) di Nuova Luce, delle Scale e del Parto;
- Pietro, sordomuto e quindi escluso dalla successione;
- Filippo, sordomuto e quindi escluso dalla successione;
- Dorotea (? - testò il 26 novembre 1627[16]), sposò nel 1591 don Giovanni III Ventimiglia, principe di Castelbuono e marchese di Geraci;
- Caterina (13 dicembre 1591 - 3 agosto 1634), sposò il 25 novembre 1611 Niccolò Placido I Branciforte, 1º principe di Leonforte;
- Imara, monaca clarissa suor Francesca Maria e fondatrice del monastero di San Francesco delle Stimmate nel 1603;
- Isabella, morì in giovane età.